# Scartelaos histophorus
Scartelaos histophorus är en fiskart som först beskrevs av Valenciennes, 1837.  Scartelaos histophorus ingår i släktet Scartelaos och familjen smörbultsfiskar. Inga underarter finns listade i Catalogue of Life.